# 糸田川
糸田川（いとだがわ）は、大阪府の主に吹田市を流れる淀川水系の一級河川。

## 地理
大阪府吹田市の千里丘陵に源を発し、南西に流れる。豊津駅脇を流れ、江坂付近で新御堂筋と交差して、その後神崎川に合流する。一級河川の起点は、吹田市出口町と吹田市山手町の境界付近。
天井川のために、たびたび洪水に襲われた歴史を持つ。豊津駅の前の交番敷地には、河川改修の記念碑がある。
2004年、桜堤の整備が完了した。

## 主な支流
- 山の谷川（豊津駅東側付近で合流）
- 上の川（豊津駅南西で合流）